# Beñat Turrientes
Beñat Turrientes Imaz (ur. 31 stycznia 2002 w Beasain) – hiszpański piłkarz grający na pozycji pomocnika w hiszpańskim klubie Real Sociedad. Młodzieżowy reprezentant Hiszpanii. Uczestnik Letnich Igrzysk Olimpijskich 2024 w Paryżu.

## Sukcesy

### Real Sociedad B
- Segunda División B: 2020/21(inne języki)